# Joseph Le Leuch
Joseph Le Leuch (ou abbé Le Leuch), né le 12 février 1764 à Pluneret et mort le 11 mars 1834 à Cahire, est un prêtre catholique breton. Abbé et agent secret lors de la chouannerie, il est trésorier général de l'Armée catholique et royale de Bretagne puis chef de la Petite Église du Vannetais.

## Biographie
Fils de Vincent Le Leuch et de Guillemette Guillas, Joseph Le Leuch est né au village de Kermadio en Pluneret le 12 février 1764. Les archives de la seigneurie donnent à ses ancêtres de nombreux siècles de présence sur les terres de Kermadio. Joseph Le Leuch est un homme charismatique, de belle taille, à la physionomie quelque peu sévère, au tempérament énergique et résolu.
Il est ordonné prêtre au Méné par Sébastien-Michel Amelot le 18 septembre 1790. Il est prêtre à Saint-Avoye au moment de la Révolution française. Insoumis, il devient alors un agent secret royaliste sous le nom de l'Évangéliste Mathieu ou de Communeaux. Ami de Georges Cadoudal, il est également trésorier de l'Armée catholique et royale de Bretagne. Après la Révolution, il devient recteur de la Petite Église, réunissant les opposants au concordat de 1801. Il demeure au village de Cahire en Plougoumelen où il meurt le 11 mars 1834. Sa tombe devient un lieu de pèlerinage pour les Bretons. Après lui, il n'y a plus de prêtres de cette faction dans le pays.

## La Chouannerie
L'abbé Le Leuch refuse le serment à la Constitution civile du clergé. 

### Trésorier général de l'Armée catholique et royale
En février 1800, le comte le Loreux, commissaire du Roi, offre son sabre au général Mercier et lui demande de conserver Joseph Le Leuch dans son rôle de trésorier général des Chouans.
Jean Rohu décrit l'abbé comme « très rusé, fin en affaire et très dangereux ». L'évêque de Pancemont le signale comme un « esprit très borné et par conséquent très entêté ».
Sa charge est très importante : il vise ou délivre les bons sur la caisse des Chouans. Joseph Le Leuch demeure tantôt auprès de Cadoudal, tantôt auprès de l'abbé Guillevic. Afin de garder le secret sur ses activités, personne ne connaît sa résidence habituelle. Il faut dire qu'à cette époque, les bords du Morbihan et les îles sont le refuge de nombreux prêtres insermentés. Émile Sageret suppose que l'abbé Le Leuch se cachait entre Baden, Plougoumelen et Pluneret. En février 1799, il se retire quelque temps chez Jean le Vigouroux (ancien maire de Baden) au village du Ter.

### L'invitation de Bonaparte
En février 1800, Bonaparte invite l'état-major chouan à venir le rencontrer. Georges Cadoudal reçoit un laissez-passer du général Brune pour le voyage à Paris, ainsi que l'abbé Le Leuch, Le Ridant, son aide de camp et Achille Biget, chef de la 8e légion. Ils quittent Muzillac pour Paris, via Nantes.
Les frères d'armes bretons s'installent à l'hôtel de Nantes. Pendant leur entretien avec le Premier consul, celui-ci tente successivement de corrompre leur loyauté royaliste en leur offrant toutes sortes de récompense, en vain. Jean-Guillaume Hyde de Neuville résume ainsi cette rencontre :
« L'entrevue de ces hommes d'élite avec Bonaparte fut digne de tous ; d'une part, les avances furent prodiguées avec les ménagements flatteurs que méritait leur honneur bien connu. C'était de la gloire et de la patrie qu'on les entretenait pour les entraîner dans les voies du gouvernement nouveau. Pas un ne se laissa tenter par ces offres brillantes, ni par la pression même que le premier Consul exerça sur plusieurs. Le fidélité des serviteurs du Roi, moins difficile à conserver intacte sur les champs de bataille de la Vendée que dans les salons des Tuileries, ne subit aucune défaillance. »
Bonaparte tente ensuite un second entretien avec Cadoudal seul, sans plus de succès. Georges est persuadé que le Premier consul ne le laissera pas quitter la capitale vivant. Le Leuch, Biget, Le Ridant et Neuville élaborent avec le général chouan un plan pour s'enfuir de Paris. Le 1er avril, Cadoudal change d'hôtel sans quitter la rue du Bac. De la « Maison de Nantes », il va s'installer à la « Maison des ministres ». Puis il entre chez un restaurateur et commande un dîner de vingt couverts pour le soir même. Il monte ensuite dans une voiture qui est aussitôt filée par les agents de police. Il arrête sa voiture à l'entrée d'un passage au bout duquel l'attend une autre voiture, dans laquelle il prend place en compagnie de Neuville et Méricourt. La voiture part pour Boulogne afin de rejoindre l'Angleterre. Au même moment, Le Leuch, Biget, Le Ridant et Louis de Sol de Grisolles courent la poste sur la route d'Orléans, tandis que d'autres avaient soin de répandre dans Paris que Cadoudal étaient avec eux. La police de Joseph Fouché est dupe de cette ruse. Arrivée à Nantes, Achille Biget va trouver le général Brune pour lui faire croire que Georges était rentré dans le Morbihan et qu'il y resterait tranquille. Le généralissime se plaint à Bonaparte de n'avoir pas été averti du retour de Cadoudal en Bretagne. Le Premier consul lui répond le 18 avril : « Si vous croyez nécessaire, faites arrêter Georges. »

### La conspiration de Belle-Île
Pendant toute l'année 1800, une correspondance très active relie les insurgés de la région de Baden, Plougoumelen et Arradon avec leurs compagnons chouans de la presqu'île de Rhuys. Joseph Le Leuch organise l'agitation royaliste avec Vincent Hervé dit la Joie, Jacques Kobbe dit la Ronce et Jacques Duchemin. 
Les royalistes veulent prendre Brest et pour cela, doivent s'emparer d'abord de Belle-Île. Tout l'état-major des Chouans y songe et les travaux d'approche sont confiés au quartier-maître trésorier général de l'armée insurrectionnelle : l'abbé Le Leuch. Caché dans les environs de Saint-Avoye, Joseph emploie alors comme secrétaire un jeune homme de Sambre-et-Meuse nommé Hubert-Joseph Renard. Déserteur de la 82e demi-brigade, ce dernier conserve des liens avec les soldats en garnison à Belle-Île. Un autre homme de la région d'Auray se joint à la mission : Jacques Jouanno, dit Jaco, éleveur de chevaux allant souvent sur ladite île pour en acheter.
Au mois de décembre, le Bonhomme (nouveau nom de Georges Cadoudal) vient à Pluneret pour y présider un grand conseil en présence de l'abbé Le Leuch, Hubert Renard, Mathurin Baudet et Jacques Kobbe. On y décide que Jouanno introduirait Renard à Belle-Île en le faisant passer pour son associé. Une fois en place, le secrétaire de Joseph Le Leuch embaucherait ses amis et deviendrait l'agent principal du royalisme dans son île. L'abbé fait alors mander Jouanno et obtient qu'il emmène Renard avec lui.
Au début de janvier 1801, les deux hommes s'acheminent vers Quiberon. Jouanno sert de guide et d'interprète breton à Renard. Ils traversent la mer et rejoignent le Le Palais. De nombreux habitants de Belle-Île embrassent alors la cause de l'autel et du trône avec ardeur. Les bataillons francs et les canonniers garde-côtes sont sur le point d'obtenir la coopération complète des habitants afin de rétablir la religion dans toute sa splendeur et ramener la prospérité dans cette île accablée par la guerre et les réquisitions.
Cependant le général Pierre Quantin, réputé pour sa « soif de sang » et sa méchanceté (selon ses propres dires), commande la place et surveille toute activité suspecte d'un œil de policier retors.
Un message parvient à l'abbé Le Leuch de la part des insurgés pour demander la venue de Jacques Kobbe, l'officier d'ordonnance de Cadoudal, sur l'île. Ce dernier part aussitôt et se fait déposer, à la faveur de la nuit, dans une crique de la côte belle-îloise puis entre au Palais incognito le 18 janvier.
Mais le Jacques Kobbe est dénoncé par un traître au général Pierre Quantin. Celui-ci l'arrête et le fait jeter au plus profond de la citadelle. La nouvelle se répand et c'est bientôt au tour de Renard, le secrétaire de l'abbé Le Leuch, d'être dénoncé. Caché dans un grenier, sous une très grande quantité de foin, il est arrêté le jour même. La police saisit sur lui 336 francs, des reliques, des cantiques et une main de papier contenant le plan d'attaque. On informe alors le général Bernadotte de la conjuration destinée à permettre la prise de l'île par les forces royalistes.

### L'exil
Le 20 janvier, le général Quantin écrit à Giraud pour réclamer l'arrestation de Communeaux (alias Joseph Le Leuch), « prêtre et chef des insurgés et insurgens », ignorant qu'il s'agit de l'abbé quartier-maître et trésorier des Royalistes : Joseph Le Leuch.
Le 25 février, Joseph Fouché, ministre de la Police, écrit également à Antoine Giraud pour lui demander de découvrir l'identité de Communeaux et de l'arrêter. Mais il se révélait impossible pour le préfet de mettre la main sur cet homme adroit.
Pour fuir les condamnations à mort de la commission militaire spéciale, les officiers de l'Armée royale de Bretagne se réunissent à Guernesey et s'exilent en Angleterre. Le bon et brave abbé Le Leuch traverse la Manche en compagnie de Jean Le Mée, Hermely et Brêche ; bientôt rejoints par M. de Saint-Hilaire et Louis Cadoudal, âgé de quinze ans.

## La Petite Église
C'est le prestige sacerdotal de l'abbé Le Leuch qui donne de la vitalité à la Petite Église dans les régions d'Auray et de Vannes. Les habitants du pays considèrent que « Le Leuch n'est pas un prêtre comme les autres ».  
L'évêque concordataire de Vannes, Antoine Xavier Mayneaud de Pancemont, écrit de lui en 1806 : « Le Leuch, Joseph, âgé de 42 ans, ancien prêtre de Pluneret, esprit très borné et par conséquent très entêté… Le préfet l'a signalé dans une proclamation comme un homme dangereux ». L'abbé Le Leuch ne reconnaît pas en principe au Pape le droit d'enlever à un évêque, contre son gré, son pouvoir de juridiction. Il refuse donc d'obéir à l'évêque élu du Concordat, M. de Pancemont, qu'il voit comme un usurpateur et un intrus. Sébastien-Michel Amelot n'ayant pas démissionné, Joseph Le Leuch le considère toujours comme son évêque légitime. 

### Les offices à Cahire
Les gens de la Petite Église sont d'autant plus fidèles à la tradition qu'ils voient la majorité des catholiques s'en détacher. L'abbé Le Leuch dit la messe chez lui, donne les sacrements et entend les confessions. L'office se dit tous les dimanches : les deux pièces du rez-de-chaussée servent de chœur et de parvis. Les fidèles viennent de loin pour y assister : de Vannes, de Séné, de Sarzeau, de Brech, de Guern, de Questembert, etc. La plupart de ces pèlerins ont soin d'arriver la veille et dès le samedi, comme le village est inaccessible aux voitures, on les voit déboucher à pied de toutes les directions pour chercher un gîte. Une fois la messe accomplie, le retour de ces fidèles dans leur paroisse est observé par des curieux qui se cachent derrière les haies pour voir passer les pèlerins : veste à doublure rouge sous le bras, au plus fort de la canicule, exténués mais satisfaits d'avoir rempli leur devoir tel que la conscience le leur dicte.
Le domestique de l'abbé Le Leuch fait office de sacristain. C'est un jeune homme de Kerbourbon, territoire connu pour appartenir aux dissidents. Au moment des recommandations au prône, de nombreuses oreilles indiscrètes viennent se coller contre la porte pour entendre Le Leuch dire : « Mes Frères, nous allons dire ensemble un Pater et un Ave pour Monseigneur Amelot, notre évêque, et pour la conversion des autres… »
En 1826, à l'occasion du grand jubilé, des missionnaires tentent de ramener à eux les fidèles de l'abbé Le Leuch mais leur démarche reste vaine.
Un jour, une bonne femme demande à l'abbé pourquoi il refuse de se soumettre au Pape et aux évêques nommés par lui. À quoi Joseph répond : « Un den Leuch e zou ur penn Leuch ! » (« Un Leuch est un Leuch ! »).

### Riposte de Louis-Philippe
En 1830, les paysans et les nobles légitimistes sont nombreux à refuser obéissance au nouveau gouvernement orléaniste. Ils vont de paroisses en paroisses, recherchés et poursuivis par les gendarmes. La garnison d'Auray est alertée sur le bruit de rassemblements de carlistes et de réfractaires à Plougoumelen : la maréchaussée et la troupe de ligne sillonnent cette commune et soupçonnent les assemblées de Cahire. Un dimanche, le village est assiégé par les soldats de la garnison, avec clairons et tambours, qui prennent position derrière les maisons et les fossés pour cerner le sanctuaire. À la fin de la messe, l'assaut est donné ! Aucun réfractaire n'est trouvé et les ouailles de l'abbé Le Leuch ne comprennent pas la présence en ce lieu d'un aussi grave déploiement de forces. Le coup est manqué pour le gouvernement ; gendarmes et soldats rentrent dans leur quartier. 
À cette même époque, des coups de feu sont tirés la nuit dans les puits des maisons. Ce bruit terrible et l'ébranlement de l'édifice ont pour but de faire croire aux irréductibles à la présence du diable, venu prendre possession de leur village et de leurs âmes. Mais, sûrs d'être de fervents catholiques, les gens de Cahire ne s'effraient guère et en dépit de toutes ces sortes d'intimidation, l'assiduité aux offices de la Petite Église ne subit aucun ralentissement.
À la mort de l'abbé Denis, prêtre chouan d'Auray, tous ses paroissiens vont à l'abbé Le Leuch.

### Mort et vénération des reliques
Sur le déclin de sa vie, Joseph Le Leuch dit à ses fidèles : « Mes enfants, soyez de la Grande Église, celle-là ne périra pas ; pour nous prêtres, nous avons fait le serment de vivre et de mourir ainsi. » L'abbé meurt dans sa maison de Cahire le 11 mars 1834 à 8 heures du matin. Avec lui se clôt la liste des prêtres insoumis du pays vannetais. De grandes funérailles populaires lui rendent hommage, une croix de bois en tête du cortège. Craignant un soulèvement de la part des participants, le recteur de Plougoumelen fait barricader solidement les portes de l'église. 
Ornée d'une croix de bois, la tombe de l'abbé devient rapidement un lieu de pèlerinage pour les Bretons. En l'espace de quelques semaines, la croix disparaît sous un amas d'offrandes. On peut y lire : « Ci-gît Joseph Le Leuch, prêtre catholique, apostolique et romain. » Le clergé concordataire, jaloux de cette ferveur, fait abattre la croix plusieurs fois mais on la trouve toujours relevée la nuit suivante. Il est alors décidé de transporter la croix à Cahire, dans la maison de l'abbé.  
Une mèche de ses cheveux, qui avait été prélevée, est suspendue à ladite croix comme relique de perpétuel souvenir.